# Anisopleura subplatystyla
Anisopleura subplatystyla е вид водно конче от семейство Euphaeidae. Видът е незастрашен от изчезване.

## Разпространение
Разпространен е в Индия (Мегхалая и Сиким), Непал и Тайланд.